# 오늘 오후 KNN입니다
《오늘 오후 KNN입니다》는 2020년 5월 4일부터 2020년 9월 27일까지 4개월간 KNN 러브FM(부산 FM 105.7MHz, 양산 FM 88.5MHz, 기장/정관 FM 89.3MHz, 창원/김해/거제 FM 90.9MHz, 진주 FM 98.7MHz)에서 매일 오후 4시 5분부터 저녁 6시(평일 5시 50분)까지 방송되었던 라디오 시사교양 프로그램이다.

## 진행자
- 김민정

## 매일 코너
- 당신의 오늘 오후 뉴스
- 앵커들의 수다 (게스트 김다롬)
- 대신 결정해드립니다, 말대로 해!

## 요일 코너
- 월요일 : 천기누설 OK, 믿거나 말거나 ♬ (게스트 이혜영)
- 화요일 : 명석한 정현씨의 경제 맛집 (게스트 명정현)
- 수요일 : 이변의 제가 정리해드리겠습니다 (게스트 이민주)
- 목요일 : 라디오 동물농장 (게스트 김용희)
- 금요일 : 시장특파원
- 토요일 : OK로드
- 일요일 : 위클리 쇼핑정보 현명한 선택/오케이 힐링송